# Cantone di Fournels
Il Cantone di Fournels era una divisione amministrativa dell'arrondissement di Mende.
È stato soppresso a seguito della riforma complessiva dei cantoni del 2014, che è entrata in vigore con le elezioni dipartimentali del 2015.
Comprendeva i comuni di:
- Albaret-le-Comtal
- Arzenc-d'Apcher
- Brion
- Chauchailles
- La Fage-Montivernoux
- Fournels
- Noalhac
- Saint-Juéry
- Saint-Laurent-de-Veyrès
- Termes